# Бос, Джордан
Джо́рдан Дже́йкоб Бос (англ. Jordan Jacob Bos) — австралийский футболист, защитник клуба «Фейеноорд» и сборной Австралии.
Младший брат Джордана — Кейси тоже профессиональный футболист.

## Клубная карьера
Бос — воспитанник клубов «Хопперс Кроссинг» и «Мельбурн Сити». 27 ноября 2021 года в матче против «Аделаида Юнайтед» он дебютировал в А-Лиге в составе последнего. 6 апреля 2022 года в поединке против «Сиднея» Джордан забил свой первый гол за «Мельбурн Сити». Летом 2023 года Бос перешёл в бельгийский «Вестерло», подписав контракт на четыре года. 29 июля в матче против «Эйпена» он дебютировал в Жюпиле лиге. 1 декабря в поединке против «Андерлехта» Джордан забил свой первый гол за «Вестерло».
25 июля 2025 года перешёл в нидерландский клуб «Фейеноорд», подписав четырёхлетний контракт до середины 2029 года. 6 августа дебютировал в матче Лиги чемпионов УЕФА против турецкого «Фенербахче».

## Международная карьера
В 2022 году в составе олимпийской сборной Австралии Бос принял участие в молодёжном чемпионате Азии в Узбекистане. На турнире он сыграл в матчах против команд Ирака, Иордании, Туркменистана, Саудовской Аравии и Японии.
28 марта 2023 года в товарищеском матче против сборной Эквадора Бос дебютировал за сборную Австралии. 
В 2024 году Бос принял участие в Кубке Азии 2023 в Катаре. На турнире он сыграл в матчах против команд Индии, Сирии, Узбекистана, Индонезии и Южной Кореи.